# Ripper
Ripper är ett förstörande datorvirus som placerar sig i Master Boot Record, de första 512 byten av hårddisken. Vid bootning från en enhet som infekterats med viruset anger datorn att det inte går att boota och viruset lägger sig i minnet och infekterar alla disketter eller hårddiskar som datorn skriver till. Det förstör även var tusende skrivning till disken genom att ommixtra bufferten. Viruset innehåller den krypterade texten "FUCK 'EM UP [C] 1992 Jack Ripper".
Viruset upptäcktes 11 januari 1993 och kommer ursprungligen från Norge.